# St. Paul (Virginia)
St. Paul è un comune degli Stati Uniti d'America, situato nello Stato della Virginia, diviso tra la contea di Wise e la contea di Russell.